# Diesterweg-Gymnasium (Tangermünde)

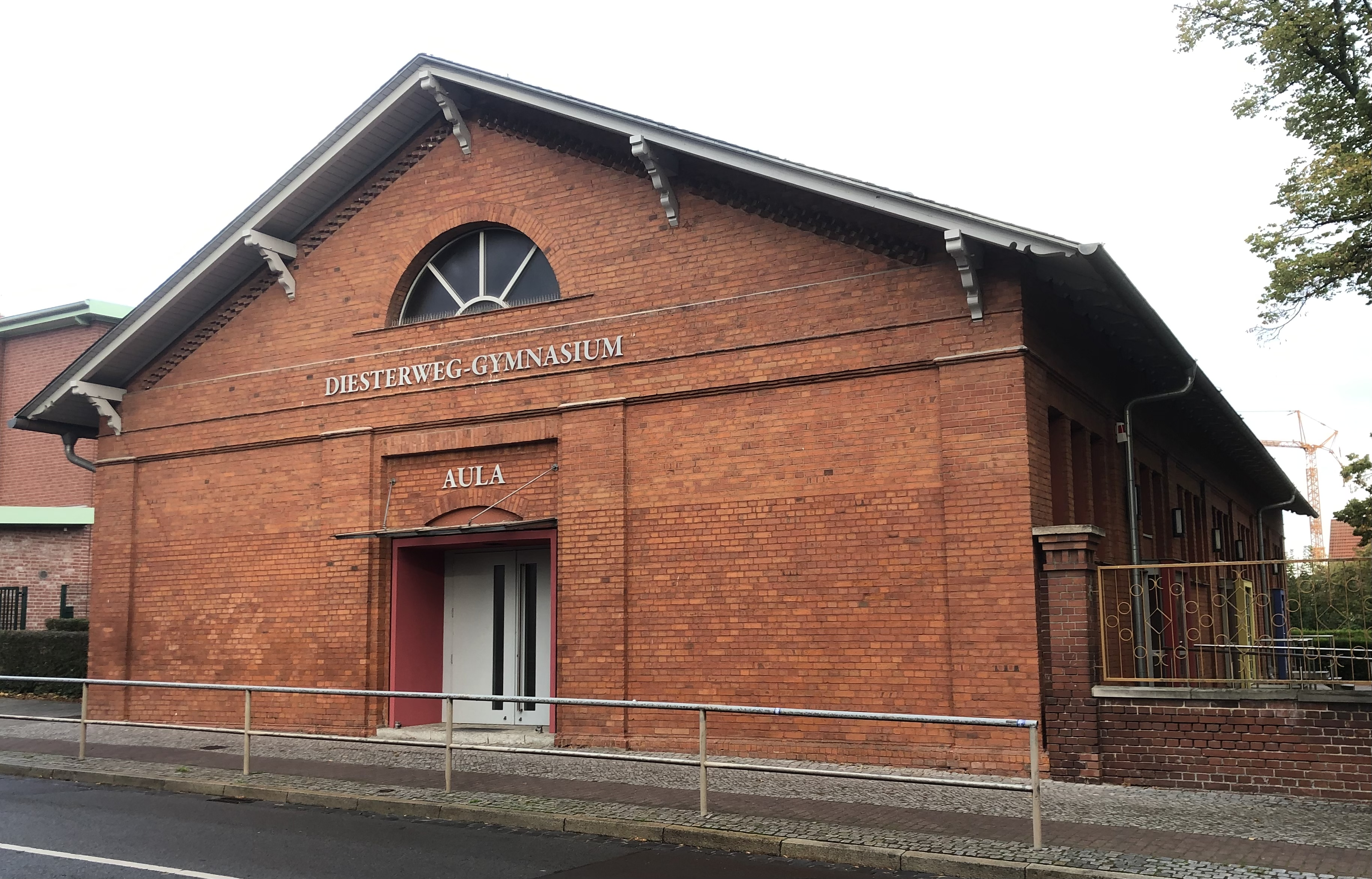
Nebengebäude

Das Diesterweg-Gymnasium ist ein Gymnasium in Sachsen-Anhalt mit Standorten in Tangermünde und Havelberg. Das Tangermünder Schulgebäude ist denkmalgeschützt. Benannt ist die Schule nach Adolph Diesterweg.

## Lage
Die Schule befindet sich nordwestlich der Tangermünder Altstadt an der Adresse Lindenstraße 44, 48 in einer Ecklage zur nördlich einmündenden Ernst-Drong-Straße.

## Schule
Insgesamt werden an den beiden Standorten des Gymnasiums etwa 720 Schüler von ungefähr 75 Lehrern in den Klassenstufen fünf bis zwölf unterrichtet.

## Geschichte des Standorts Tangermünde
Im Jahr 1894 entschloss sich die Stadt Tangermünde aufgrund gewachsener Schülerzahlen zum Neubau einer Knabenvolksschule in der Lindenstraße. Geplant waren zwölf Klassenzimmer und ein Zimmer für den Rektor. Außerdem waren großzügige Kellerräume sowie eine Zentralheizung vorgesehen. Als architektonisches Vorbild diente die Volksschule Magdeburg-Buckau. Die Grundsteinlegung erfolgte im Herbst 1895. Am 17. August 1896 wurde die Schule eingeweiht. Im ersten Schuljahr unterrichteten zwölf Lehrer 700 Schüler. Durch weiter steigende Schülerzahlen wurden Erweiterungen nötig. 1901 wurde der Komplex um sechs Klassen erweitert, schon 1905 erfolgte eine neuerliche Erweiterung. In diesem Jahr zählte die Schule bereits 1229 Schüler. Noch in den 1920er Jahren wurden ausschließlich Jungen der Klassenstufen 1 bis 8 unterrichtet, wobei die Klassenstärke 38 bis 40 Schüler betrug.
Mit dem Ende des Zweiten Weltkriegs wurde der Schulbetrieb unterbrochen, das Gebäude wurde von den Besatzungstruppen als Kaserne genutzt. Nach Abzug der US-Truppen wurde auf Befehl der Sowjetisches Militäradministration ab dem 15. Oktober 1945 der Unterricht wieder aufgenommen. Ab September 1948 wurde der bis dahin noch getrennt nach Geschlechtern praktizierte Unterricht aufgegeben und Mädchen und Jungen gemeinsam unterrichtet. Die Schule wurde nun als zehnklassige Polytechnische Oberschule geführt. 
Nach der Deutschen Einheit erfolgte eine Umwandlung in ein Gymnasium.

## Architektur des Schulgebäudes Tangermünde
Der historistische dreigeschossige Backsteinbau entstand in den Jahren 1895/1896. Der Grundriss des langgestreckten Baus ist symmetrisch. Es bestehen vier Querhäuser, die im Abstand von jeweils drei Fensterachsen angeordnet sind.
Seitlich vor dem Schulhof befindet sich eine zwei musizierende Kinder darstellende Plastik, die aus der Bauzeit der Schule stammt.
Im Tangermünder Denkmalverzeichnis ist die Schule unter der Erfassungsnummer 094 18412 als Baudenkmal verzeichnet.